# オゴポゴ

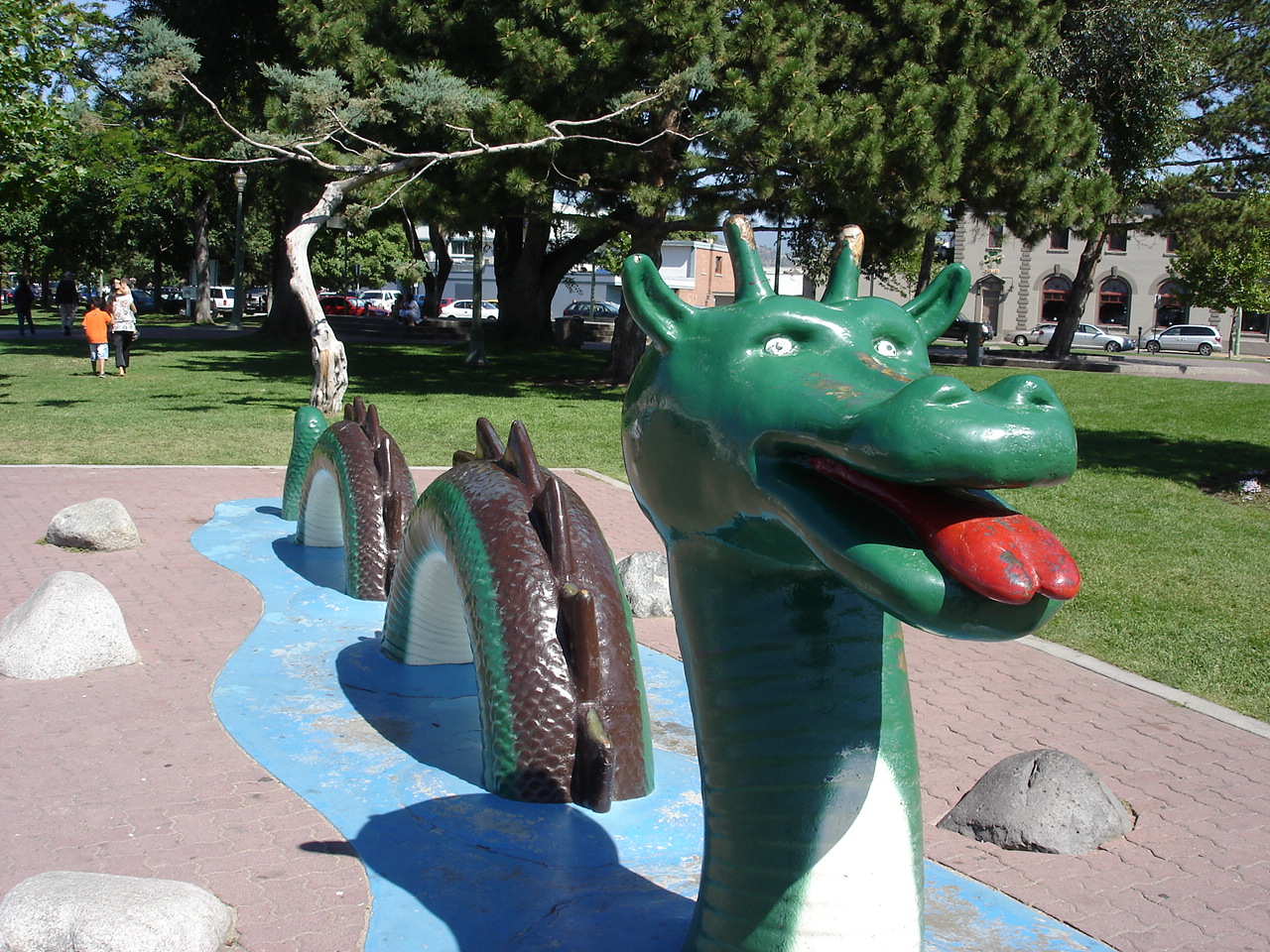
ケロウナの湖畔にあるオゴポゴのオブジェ

オゴポゴ(Ogopogo)は、カナダブリティッシュコロンビア州のオカナガン湖で目撃される水棲の未確認動物。

## 概要
体長は約5 - 15mで、60cmほどの大きさの頭部は山羊か馬に似ているとされ、背中にコブがある。体は緑色でところどころにチョコレート色の斑点がある。
記録に残っている最古の目撃例は1872年だが、1912年の目撃騒動以来有名になった。近年になっても、大型の生物が水面近くで蠢いている映像が度々テレビでも放映され、テレビ番組で特集されることもあり、ネッシーやツチノコなどと比べると、存在の可能性が高いUMAとされている。姿や泳ぎ方は同じカナダに棲息しているマニポゴと酷似している。
もともとオカナガン湖周辺に住むインディアン部族は、この湖に棲む「N'ha-a-itk」、または「Naitaka（ナイタカ）」という名の、巨大な怪物の存在を語り継いでいる。また、周辺のインディアン部族には、殺人を犯した罰として大精霊によって大蛇に変えられた人間の変化譚が伝えられている。
正体について、肯定派はオカナガン湖に棲むチョウザメの倍数体説、バシロサウルスや首長竜、新種のクジラ説を唱えている。一方、否定派は湖の副振動や定常波が原因の誤認や目の錯覚では無いかとしている。
ブリティッシュコロンビア州のアイスホッケーチーム「ケローナロケッツ」のマスコットは、オゴポゴを参考にしている。

## 主な目撃例
- 1872年
  - オカナガン湖を航行中の蒸気船上からスーザン・アリソンがオゴポゴらしき怪物を目撃[2]｡
- 1914年
  - オカナガン湖の土手に奇妙な生物の腐敗した死骸が見つかる（マナティーの死体ではないかと言われている）。
- 1926年　
  - 7月、J.L.ロギー夫妻と孫二人が湖畔を車でドライブしていると湖面に7mくらいの木の幹のようなものが姿を見せた。その物体には50cmほどの頭がついており羊のような顔から尖った鼻がつきでていた。しばらくその物体を車で追いかけたがその物体は水中に消えていったという。
  - オゴポゴという名称の初出はこの年の8月。
  - 湖で集団洗礼式を行っていた人々にオゴポゴらしき生物が目撃される。
- 1948年
  - 体長3mの怪物が同時に4頭目撃される。
- 1950年
  - 十数人のバスの乗客が湖面にいる2頭の動物を目撃。
- 1964年
  - エリック・バーメンターが旅行中に10m以上の生物を写真撮影。
- 1968年
  - アートフォールテンが巨大な生物が湖面を進んでいるのをビデオカメラで撮影。
- 1974年
  - B.クラーク夫人がオカナガン湖を泳いでいる時、突然水面が波立ち、驚いた婦人は急いでイカダの方に泳いで行った。その途中で足に異様な物が触れた感じがした。イカダにたどり着いて目の前を見てみると、巨大な生物を目撃した。
- 1976年
  - エドワード・フレッチャーがモーターボートでオカナガン湖を走行中、前方に巨大な生物を発見。巨大生物と衝突しそうになりボートを回避し、その生物を写真で撮影。
- 1979年
  - アーリンガールが13m程の巨大な物体を写真で撮影。
- 1980年
  - ラリーサールがオゴポゴらしき生物が湖面で激しい動きをしている様子をビデオ撮影。
- 1981年
  - イボンスベンソンが3つのコブを持つ肉の塊を写真撮影
- 1985年
  - W.ビーロスキーが湖畔のホテルの6階から湖面にオゴポゴの背中と思われる部分を目撃し写真で撮影。
- 1987年
  - ジョンカークがオゴポゴの頭部と思われる部分を写真撮影。
- 1989年
  - 同じくジョンカークがオゴポゴらしき物体のコブが移動しているのをビデオ撮影。
- 1990年
  - パスカル夫妻が10mの至近距離でオゴポゴを目撃。持っていたカメラでオゴポゴらしき背中を写真撮影。
- 1991年
  - 救急救助隊の隊員が灰色の巨大生物を目撃し、写真撮影。
- 1997年
  - 湖畔にある公園で1時間の間に2人の男性がオゴポゴを目撃。
- 2002年
  - 映像撮影会社クルーがオゴポゴらしき生物を発見し、ビデオ撮影。
- 2004年
  - ジョン・カソーソ親子が複数のオゴポゴを15分間ビデオ撮影。
- 2022年
  - 10月中旬に、ボート遊びをしていた夫婦が、2メートル先の湖面に、オゴポコと思われる、謎の生物を撮影する。その頭部には2本の角らしきものが確認される。